# 12276 IJzer
12276 IJzer eller 1990 WW1 är en asteroid i huvudbältet som upptäcktes den 18 november 1990 av den belgiske astronomen Eric W. Elst vid La Silla-observatoriet. Den är uppkallad efter den belgiska floden Yser.
Asteroiden har en diameter på ungefär 6 kilometer.